# Вест Бенд (Висконсин)
Вест Бенд (енгл. West Bend) град је у америчкој савезној држави Висконсин.

## Демографија
По попису из 2010. године број становника је 31.078, што је 2.926 (10,4%) становника више него 2000. године.
| Група             | 2000.          | 2010.          |
| Белци             | 27.079 (96,2%) | 28.816 (92,7%) |
| Афроамериканци    | 96 (0,3%)      | 296 (1,0%)     |
| Азијати           | 148 (0,5%)     | 241 (0,8%)     |
| Хиспаноамериканци | 519 (1,8%)     | 1.213 (3,9%)   |
| Укупно            | 28.152         | 31.078         |